# Amazaspiano II Mamicônio
Amazaspiano II Mamicônio (em latim: Amazaspianus; em armênio: Համազասպեան; romaniz.: Hamazaspean) foi um nobre armênio do século V da família Mamicônio, ativo durante o reinado do xainxá Isdigerdes II (r. 438–457). Esteve envolvido na fracassada revolta que pretendia livrar a Armênia do julgo sassânida.

## Nome
Amazaspes (Αμαζάσπες, Amazáspes) ou Amazaspo (Amazaspus; Αμαζάσπος, Amazáspos) são as formas latina e grega do persa médio Hamazaspe (*Hamazāsp) que, em última análise, deriva do persa antigo Hamazaspa (Hamāzāspa). Embora a etimologia precisa de *Hamazāsp/Hamāzāspa permaneça sem solução, pode ser explicada através do avéstico *hamāza-, "colisão/confronto" + aspa-, "cavalo", ou seja, "aquele que possuía corcéis de guerra". Foi registrado em armênio (Համազասպ, Hamazasp) e georgiano (em georgiano: ამაზასპ, Amazasp’) como Hamazaspe. Amazaspiano, em particular, é a junção do nome Amazaspes / Hamazaspe + o sufixo patronímico -ean (եան), indicando seu parentesco com Amazaspes.

## Vida
Amazaspiano era filho de Amazaspes I e Isaacanus e irmão de Vardanes II e Maictes. Christian Settipani pensa que era o pai de Guguarão, o possível pai de Amazaspes II, enquanto Cyril Toumanoff ignora essa possibilidade. Em 451, participa ao lado de seus irmãos na revolta contra o xá Isdigerdes II (r. 438–457). Estava presente na fracassada Batalha de Avarair na qual comandou a retaguarda do exército armênio. Segundo Lázaro de Farpe, que qualifica-o como venerável, seu irmão Vardanes lhe disse para não forçar ninguém a lutar, mas sim exortá-los com suas palavras, para sua própria salvação.